# Apodrepanulatrix integraria
Apodrepanulatrix integraria là một loài bướm đêm trong họ Geometridae.